# باشگاه فوتبال سوون سامسونگ بلووینگز
باشگاه فوتبال سوون سامسونگ (به کره‌ای: 수원 삼성 블루윙즈 축구단) یک باشگاه فوتبال در شهر سوون در کشور کره جنوبی می‌باشد که در کی لیگ چلنج بازی می‌کند.
این باشگاه در سال ۱۹۹۵ تأسیس شده‌است.
این تیم در فصول ۰۱–۲۰۰۰ و ۰۲–۲۰۰۱ دو بار به مقام قهرمانی جام باشگاه‌های آسیا دست یافت. همچنین باشگاه سوون سامسونگ ۴ بار قهرمان لیگ و جام حذفی کشورش شده‌است.

## افتخارات

### آسیا
- لیگ قهرمانان آسیا
  -  (۲):  ۰۱–۲۰۰۰ ، ۰۲–۲۰۰۱
- جام برندگان جام آسیا
  -  (۱):  ۹۸–۱۹۹۷
- سوپرجام آسیا
  -  (۲) : ۲۰۰۱ ، ۲۰۰۲

## بازیکنان ایرانی
- شهاب زاهدی